# Police Python 357
Police Python 357 is een Franse misdaadfilm van Alain Corneau die werd uitgebracht in 1976.
Het was de vijfde keer dat het koppel Yves Montand-Simone Signoret samen in een film verscheen. Daarna draaide Montand met Corneau nog La Menace (1977) en Le Choix des armes (1981), twee andere misdaadfilms.

## Samenvatting
Orléans, 1975. Politie-inspecteur Marc Ferrot ontmoet tijdens de uitoefening van zijn job de jonge aantrekkelijke fotografe Sylvia. Ze worden al vlug minnaars. Sylvia vertelt Marc echter niet dat er een andere man in haar leven is. Die man heeft haar ooit uit de nood geholpen en blijkt commissaris Ganay, Ferrots rechtstreekse overste, te zijn. Wanneer Sylvia hem meedeelt dat ze hem zal verlaten verliest Ganay, die haar verhouding met Ferrot heeft ontdekt, zijn zelfbeheersing en vermoordt haar. Thérèse, de autoritaire verlamde vrouw van Ganay, liet de ontrouw van haar man oogluikend toe. Ze gebiedt hem nu in alle talen te zwijgen. 
Ganay geeft Ferrot de opdracht het onderzoek naar de moord te voeren. Ferrot beseft algauw dat alle aanwijzingen naar hem leiden. Als hij niet wil aangehouden worden moet hij die doen verdwijnen en de echte moordenaar op het spoor komen.

## Rolverdeling
| Acteur             | Personage                                  |
| ------------------ | ------------------------------------------ |
| Yves Montand       | inspecteur Marc Ferrot                     |
| Simone Signoret    | Thérèse Ganay, vrouw van commissaris ganay |
| François Périer    | commissaris Ganay                          |
| Stefania Sandrelli | Sylvia Leopardi, minnares van Ferrot       |
| Mathieu Carrière   | Ménard                                     |
| Vadim Glowna       | Abadie                                     |
| Claude Bertrand    | varkenshandelaar                           |
| Georges F. Dehlen  | de treincontroleur                         |
| Gabrielle Doulcet  | de oude vrouw met de katten                |
| Serge Marquand     | de roodharige                              |